# Codonorchis
Codonorchis, tribus orhideja, dio potporodice Orchidoideae. Postoje svega dvije priznate vrste, jedna u južnobrazilskoj državi Rio Grande do Sul (C. canisioi) i druga u Argentini i Čileu (C. lessonii)

## Vrste
1. Codonorchis canisioi Mansf.
2. Codonorchis lessonii (d'Urv.) Lindl.